# Karl Heimburg
Karl Ludwig Heimburg (29 tháng 1 năm 1910 - 26 tháng 1 năm 1997) là một nhà kỹ sư tên lửa người Mỹ gốc Đức, và được đưa sang Mỹ trong chiến dịch cái kẹp giấy. Heimburg là thành viên của nhóm thiết kế tên lửa Von Braun và ban đầu ông được bổ nhiệm là giám đốc Bộ phận Thử nghiệm tại Trung tâm vũ trụ Marshall, Huntsville, Alabama.

## Tiểu sử
Heimburg sinh ngày 29 tháng 1 năm 1910 tại Lindenfels, Đức. Vào mùa thu năm 1928, sau bảy tháng làm việc thực tế bắt buộc tại một nhà máy thép ở Krefeld, ông vào học tại trường Đại học Kỹ thuật Darmstadt, nơi ông tốt nghiệp vào năm 1935 với tấm bằng kỹ sư. Heimburg làm việc một thời gian tại một khu mỏ than, như năm 1936, trong lúc say rượu, ông đã đưa ra những bình luận trước công chúng về quan điểm chỉ trích của mình đối với Adolf Hitler. Đối mặt với sự điều tra của cảnh sát Đức, ông đã đi qua Liên Xô vào năm 1937 để đến Nhật Bản và bắt đầu công việc ở Tokyo.
Heimburg qua lại Đức vào năm 1941, tại đây ông được chỉ định làm nhân viên vẽ thiết kế tại trung tâm nghiên cứu tên lửa Peenemünde. Tại đây ông làm việc dưới quyền của Ludwig Roth trong dự án tên lửa A7; sau khi dự án bị hủy bỏ, ông đã làm việc tại một số trung tâm thử nghiệm trong đó có trung tâm thử nghiệm chính của tên lửa V-2. Sau khi trung tâm Peenemünde bị đánh bom năm 1943, ông chuyển đến Lehesten, tiếp tục thực hiện thử nghiệm các động cơ tên lửa V-2.
Sau chiến tranh, ông nằm trong nhóm đầu tiên các nhà khoa học và kỹ sư Đức bị đưa sang Mỹ trong chiến dịch Paperclip, đặt trên lên nước Mỹ ngày 6 tháng 12 năm 1945. Sau khi làm việc với nhóm thiết kế tên lửa tại pháo đài Bliss và bãi thử nghiệm White Sands, vào năm 1960 ông đã trở thành một trong những nhân sự đầu tiên tại trung tâm vũ trụ Marshall mới thành lập. Wernher von Braun chỉ định Heimburg làm giám độc của Bộ phận thử nghiệm. Vào tháng 1 năm 1969, Heimburg được NASA trao tặng Huân chương vì những đóng góp của ông trong sứ mệnh Apollo 8.